# Сегорбе
Сегорбе, Согорб (ісп. Segorbe (офіційна назва), валенс. Sogorb) — муніципалітет в Іспанії, у складі автономної спільноти Валенсія, у провінції Кастельйон. Населення — 9267 осіб (2010).

## Географія
Муніципалітет розташований на відстані близько 280 км на схід від Мадрида, 40 км на захід від міста Кастельйон-де-ла-Плана.
На території муніципалітету розташовані такі населені пункти: (дані про населення за 2010 рік)
- Ла-Есперанса: 21 особа
- Екстрамурос-Хельдо: 1 особа
- Пеньяльва: 321 особа
- Сегорбе: 8906 осіб
- Вільяторкас: 18 осіб

## Демографія
Динаміка населення (INE ):

## Релігія
- Центр Сегорбе-Кастельонської діоцезії Католицької церкви.

## Галерея

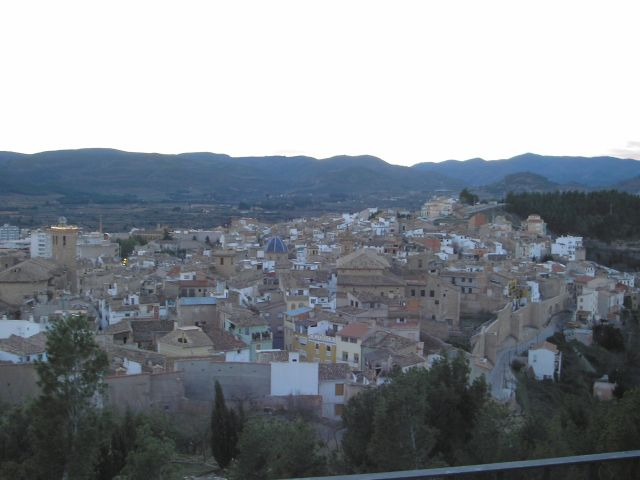
Сегорбе
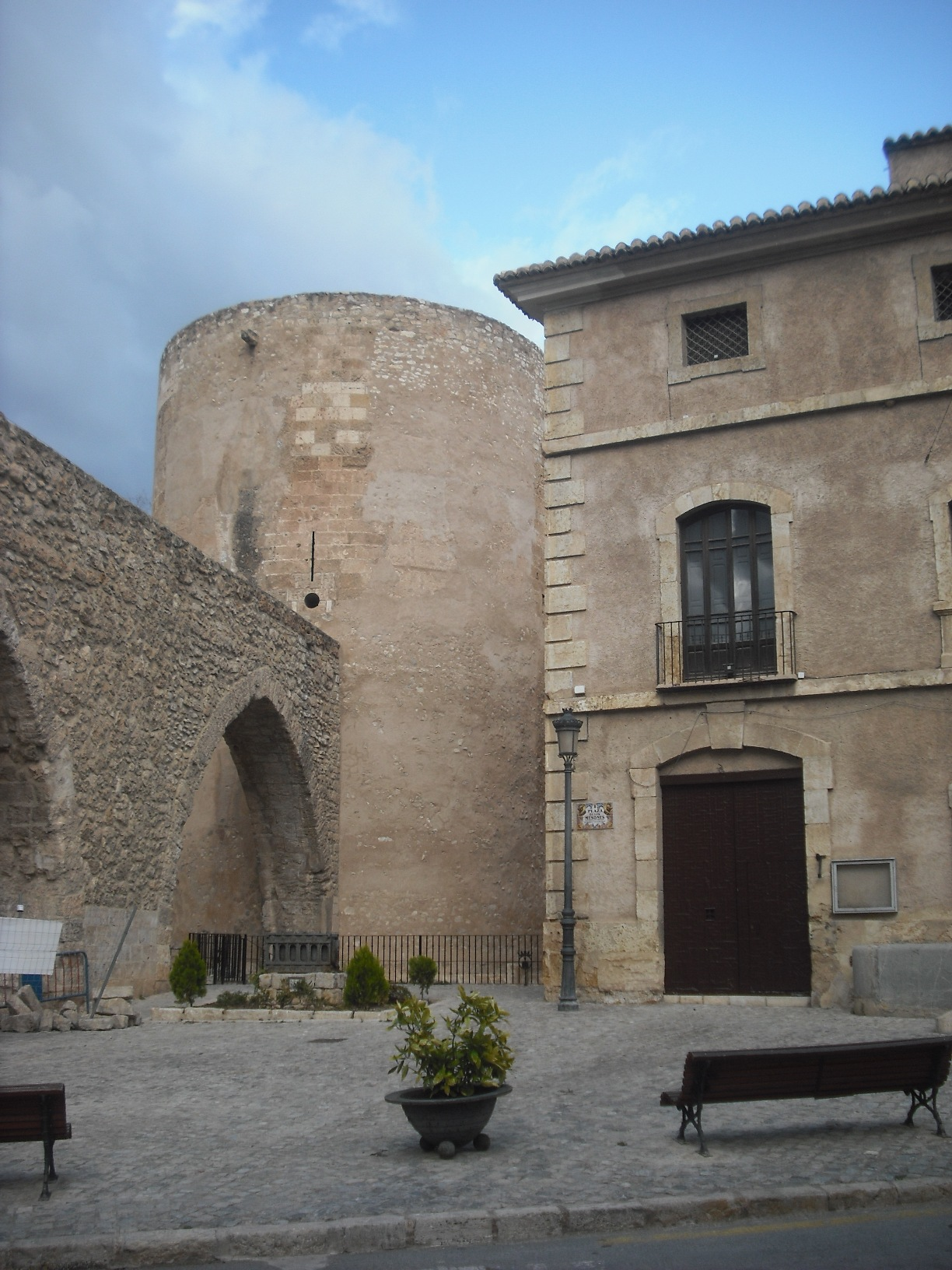
Акведук, музей і вежа Бочі
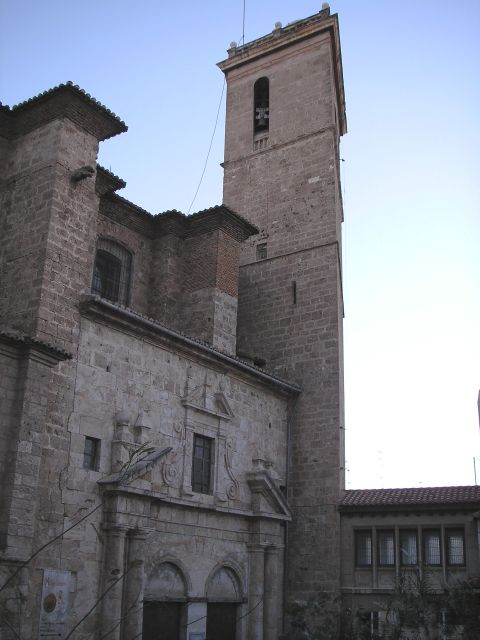
Кафедральний собор
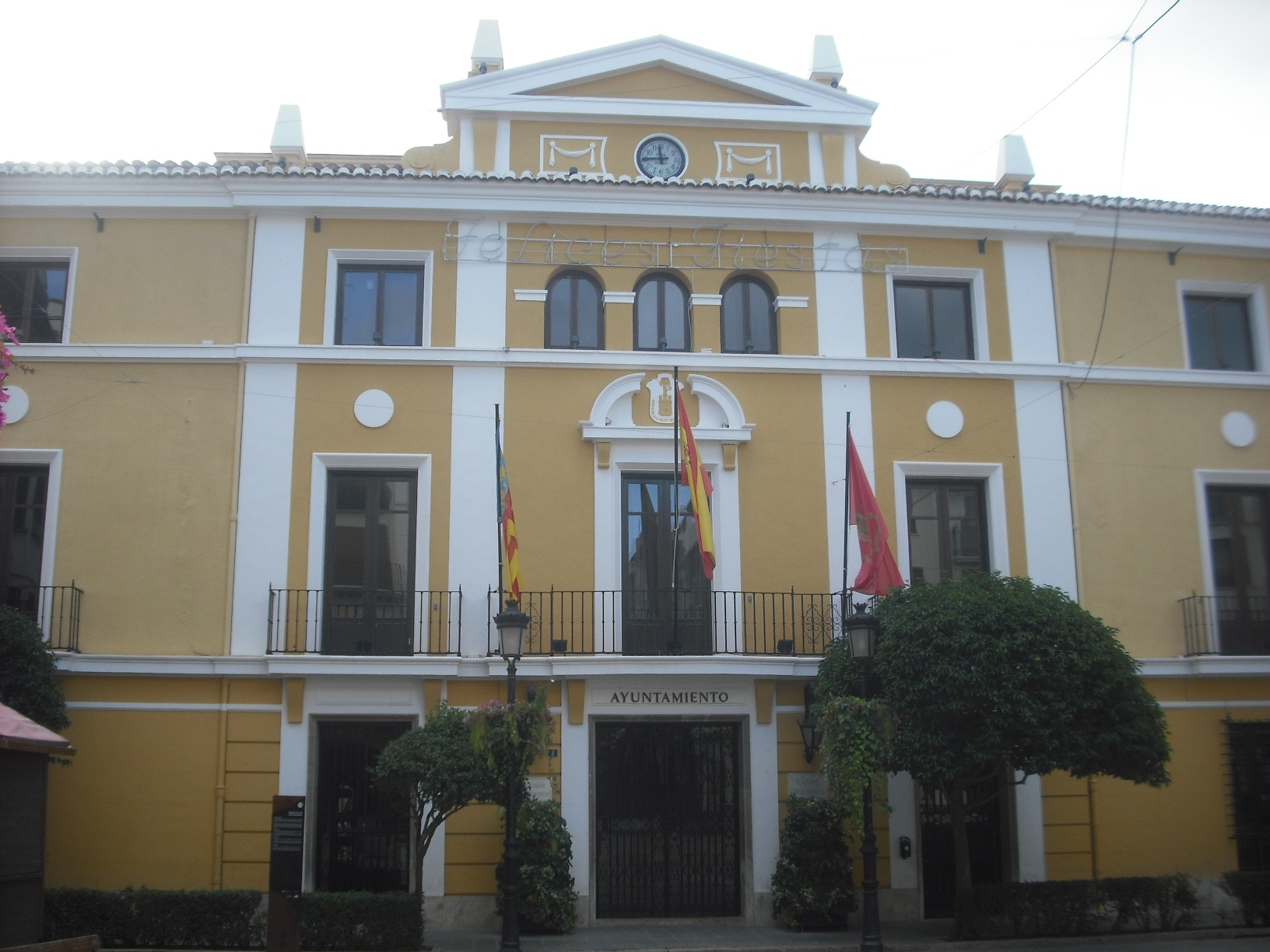
Муніципальна рада
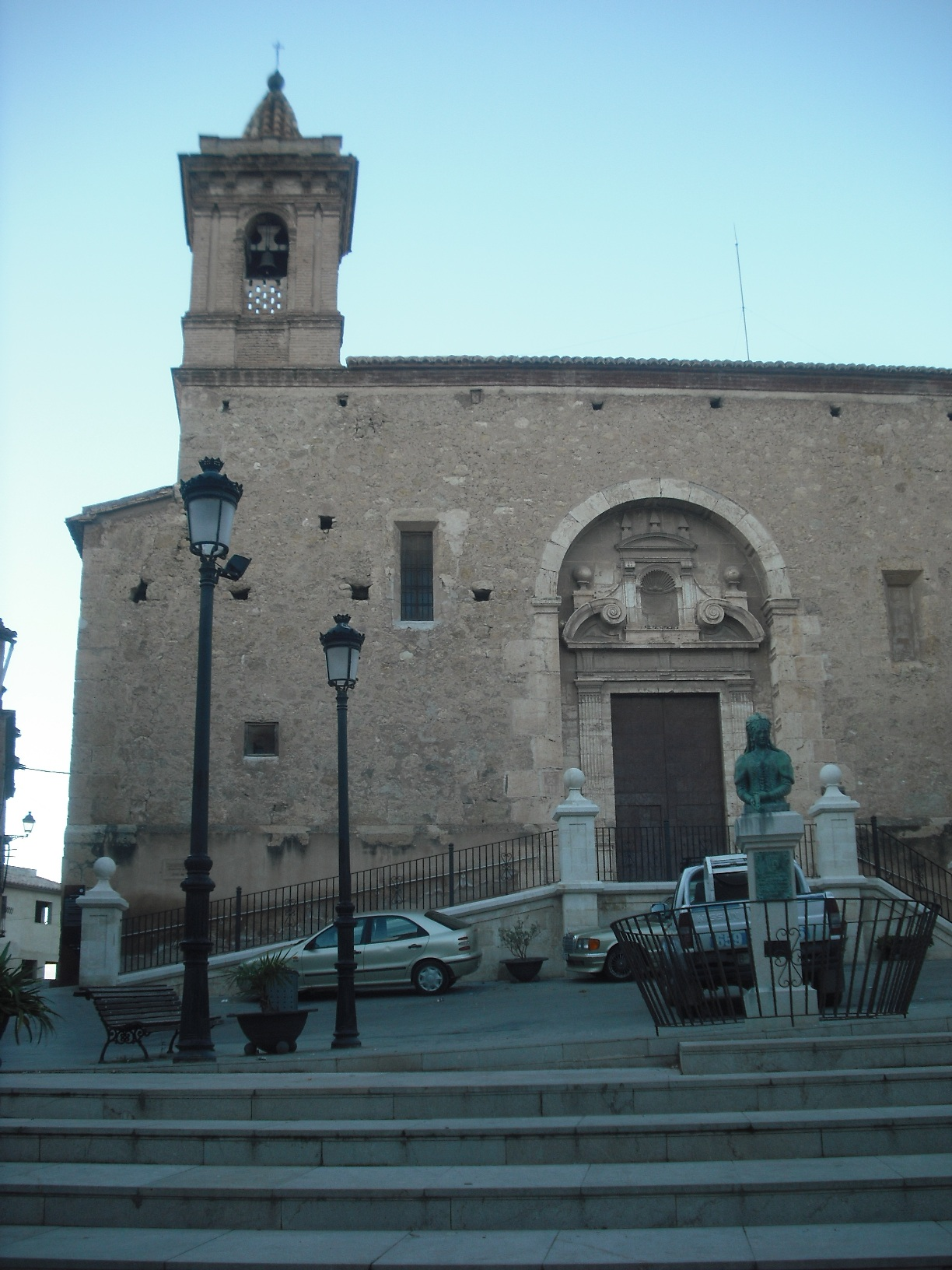
Церква Сан-Мартін
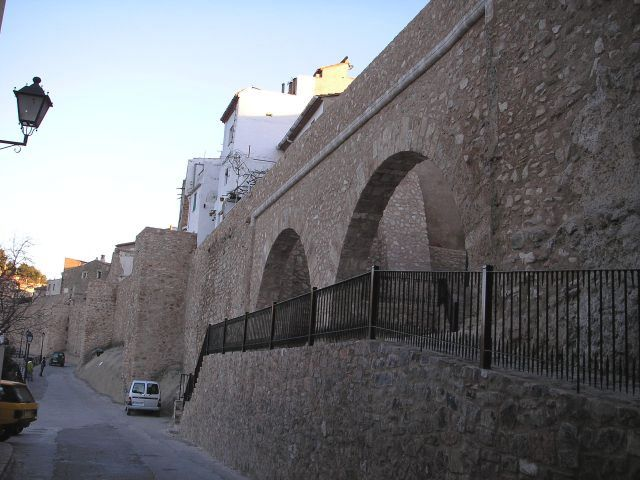
Міський мур і акведук